# Breviceratops
Breviceratops kozlowskii
Genre
Espèce
Synonymes
- † ?Bagaceratops rostdestvenski Maryanska et Osmólska, 1975
- † Protoceratops kozlowskii Maryanska et Osmólska, 1975

Breviceratops est un genre fossile de dinosaures cératopsiens, ayant vécu il y environ 72 Ma durant le Maastrichtien basal (Crétacé supérieur). Il a été découvert dans les sédiments de la formation de Barun Goyot située dans le bassin de Nemegt de la province d'Ömnögovĭ au sud de la Mongolie.
L'espèce type et seule espèce est Breviceratops kozlowskii.

## Étymologie
Son nom vient de la combinaison du latin brevis, « court, petit »)  et du grec ancien « ceratops », « visage (ou face) à cornes », pour donner « visage (ou face) à petite corne ».

## Description
Selon Paleobiology Database, en 2022, Breviceratops est un synonyme de Bagaceratops.

## Classification
Il est apparenté à Protoceratops. Les fossiles initialement décrits par Maryanska et Osmólska en 1975 et placés dans le genre Protoceratops, ont été déplacés vers le nouveau genre par Kurzanov en 1990.
Breviceratops appartient à la super-famille des Ceratopsia, un groupe de dinosaures herbivores avec une sorte de bec de perroquet, qui a prospéré en Amérique du Nord et en Asie durant le Crétacé, qui a pris fin il y a environ 66 millions d'années. Tous les cératopsiens se sont éteints à la fin de cette période.

## Alimentation
Breviceratops, comme tous les cératopsiens, était un animal herbivore. Durant le Crétacé, les plantes à fleurs étaient « géographiquement limitées dans le paysage ». Il est donc probable que ce dinosaure se nourrissait des plantes prédominantes de l'époque : fougères, cycas et conifères. Il aurait utilisé son bec pointu de cératopsien pour couper les feuilles ou les aiguilles.